# Théâtre de fer
Théâtre de fer (en géorgien : რკინის თეატრი) est un roman historique de l'écrivain géorgien Otar Tchiladzé.

## Contexte et structure
La traduction du roman d’Otar Tchiladzé vient témoigner de la vivacité d’une littérature majeure des confins de l’Europe et de l’Asie, carrefour de civilisations, point de contact, de fusion, entre les influences persanes, turques, gréco-byzantines, slaves et euro-occidentales. Par sa facture et son style, ce roman participe de la tradition du romantisme géorgien. Il est aussi un signe de la dynamique à la fois nationale et progressiste, engagée au début des années 1980 et dont il est regrettable qu’elle ait dégénéré en s’abandonnant au nationalisme et à l’obscurantisme, jusqu’à faire parler les armes.
Le roman apporte - parfois à corps défendant, semble-t-il, parfois avec audace et courage - quelques éclairages sur les complexités géopolitico-psychologiques de cette société. Il y a cette phrase, par exemple : « Mon Dieu ! s’écria-t-il en entrant dans le salon. La voilà notre authentique simplicité géorgienne ! Il me fallait venir en Adjarie pour trouver la Géorgie. » Et il y a ce passage que naguère aucune censure moscovite n’aurait laissé passer : "Le chef de la police (...) lui expliqua qu’elle se trompait radicalement lorsqu’elle dissociait sa vie privée de la vie de l’État car l’Empire est un organisme unique, constitué de milliers de Nato [une des héroïnes] et de chefs de la police représentant les infimes composantes d’un tout dont elles ne peuvent être détachées que si elles se trouvent contaminées par la « maladie » et deviennent par là un danger pour le tout."

## Résumé
Le décor de ce Théâtre de fer, c’est Batoumi, port et station balnéaire de la mer Noire, capitale de l’Adjarie, nation longtemps soumise à l’Empire ottoman avant d’être avalée par l’Empire russe, annexée à la Géorgie, transformée en République socialiste soviétique autonome et enfin autoproclamée indépendante, après l’implosion de l’URSS - indépendance contestée, aujourd’hui, par son tuteur géorgien. Ici, depuis des siècles - la légende veut que Jason y ait découvert la Toison d’or -, la violence et la torpeur se partagent le temps.
L’époque du récit, c’est une fin de siècle - le précédent - qui ressemble à s’y méprendre à une autre fin de siècle - le nôtre : « C’était une époque transitoire ; le siècle passé, usé, décrépit, atteint de sénilité, complètement pourri par ses innombrables maladies et péchés, marqué au front du sceau de son impuissance, n’appartenait déjà plus à ce monde et celui qui venait prendre la relève était encore au berceau, menaçant la planète de ses petits poings mordillés par des mâchoires baveuses (...). Les gens regrettaient le siècle qui s’en allait car ils s’étaient accoutumés à lui et craignaient le nouveau qui, ils n’en doutaient pas, les forcerait à oublier beaucoup de choses, à renoncer à nombre de leurs habitudes, et Dieu seul savait ce qu’il leur apporterait, leur proposerait à la place. »
En ces lieux et ces temps de chaos, le roman raconte l’histoire croisée de deux couples et de leurs enfants dont les destins confus et morbides sont les facettes de l’Histoire, avec un grand « H », de sa torpeur et de sa violence.